# Purka (jezioro)
Purka (est. Purka järv) – jezioro w Estonii, w prowincji Võrumaa, w gminie Haanja. Należy do pojezierza Haanja (est. Hannja järved). Położone jest blisko wsi Purka. Ma powierzchnię 0,8 ha linię brzegową o długości 670 m. Znajdują się na nim dwie niewielki wysepki. Sąsiaduje m.in. z jeziorami Käpämäe, Vaskna, Kalda, Põldalotsõ, Horoski, Murojärv. Położone jest na terenie obszaru chronionego krajobrazu Haanja (est. Haanja looduspark).